# Енрико Паци
Енрико Паци (итал. Enrico Pazzi; Равена, 1818 — Фиренца, 1899) био је италијнаски вајар. Паци је био ученик мање познатог Игнација Сартија, а касније, од 1845. до1851, учи код познатог неокласичног вајара Ђованија Дипреа и постаје његов омиљени ученик. До 1853. године радио је у Ромањи где је поред осталог урадио скицу за споменик Дантеу (1851).

## Рад у Италији
Око 1853. прелази у Фиренцу и ради у атељеу који је надзидан на Брунелескијеву ротонду, објекат из XV века, део некадашњег манастира. Прво његово познатије дело је „Мојсије гази круну фараона“ изложено у Фиренци 1859, оно му је донело популарност, која је расла са сваким наредним радом. Следе статуа Лукреције, група „Христос благослови децу“, „Венеција – робиња на леђима лава Св. Марка“, надгробни споменици чланова витешког реда Ратаци у Александрији и Спадини (са алегоријском групом „Материнска туга“).
Између 1857. и 1865. ради велику статуу Дантеа испред базилике Санта Кроче, једно од најпознатијих својих дела. Од тада његови радови постају врло цењени посебно они монументални који показују славне личности па почиње да добија углед и ван Италије. Ради споменик Луиђију Карлу Фарини у Равени и генералу Биксију у Риму, низ статуа, међу којима „Гала Плацидија вреба свога брата Хонорија“ и статуете „Уснули Амор“, „Разочарани Амор“, „Невиност се шали са Пороком“, „Леа и Рахила“ и неколико портретних бисти знаменитих личности Равене. Године 1872. клеше статуу, Савонароле која је првобитно постављенa у сали Чинквеченто палате Векио, да би 1921. била пренета на трг Савонароле у Фиренци.
Стекавши значајно класицистичко образовање, Паци остаје веран нараторском моделу који чини његова дела прилично конвенционалним, што не умањује њихову специфичну репрезентативост на пољу италијанске уметности XIX века.
Вративши се у Равену 1877, завештава своме родном граду колекцију уметничких предмета: књиге, гравире, цртеже, антикварни намештај, слике и скулптуре. Скулптуре предаје да би биле „размештене и трајно чуване у Академији уметности“. Био је и главни спонзор Националног музеја Равене, а аутобиографију под називом „Ricordi d’Arte“ написао је 1887. године.

## Паци у Србији
Паци је у Србији познат по еквестријалној скулптури кнеза Михаила на Тргу Републике. Пројекат за споменик био је новост у Србији тог доба. Паци је инспирацију нашао у Фиренци посматрајући два коњаничка споменика Фердинанду Медичију.
Током 1873. године израдио је модел кнежеве бисте у камену а потом излио у ливници у Фиренци. Рад на макети целог споменика Паци је започео 1874. и тада је боравио у Београду скоро годину дана. За време свог боравка у Србији вајар се највише дружио са Анастасом Јовановићем. Уважавајући Јовановићеву породицу, исте године је урадио мермерно попрсје Анастасове кћерке Катарине Јовановић које се чува у Музеју града Београда. Била је то једна од првих скулптура детета у српској уметности.
Током свог боравка у Београду, Енрико Паци уобличава изглед кнежеве коњаничке фигуре, као и изглед рељефа за бронзани пиједастал. По завршетку припремних радова Паци је напустио Београд и вратио се у Фиренцу, где је наставио рад на моделу. Због избијања рата посао је прекинут све до 1878. године, када Кнежевина Србија стиче државну независност. Споменик је одливен у Минхену 1879. у радионици Фердинанда фон Милера. Споменик је коначно откривен 19. децембра 1882. године на Светог Николу славу династије Обреновић, исте године када је Србија проглашена краљевином. Откривању споменика присуствовао је и Енрико Паци када је од Краља Милана примио орден Таковског крста са лентом 2. реда.

### Чаршијске гласине
После Пацијевог одласка у Фиренцу, у Београду се дуго препричавало да му је замерено што је кнез као војсковођа на коњу гологлав, што је код еквестралних скулптура неуобичајено. Тада се проширила прича да је због тога вајар извршио самоубиство, што није тачно јер историјски подаци говоре да је Енрико Паци умро природном смрћу.
Прича се да је Паци остао заљубљен у Србију и када се вратио у Фиренцу у знак сећања на лепе године проведене у Београду својој деци је давао српска имена.
Још једна необичност је везана, како за овог вајара, тако и за његове омиљене коње. Миљана Лакетић, један од најстраственијих хроничара старог Београда, тврди за Новости да је, док се у београдским круговима распредала прича о наводном уметниковом самоубиству, Енрико Паци скокнуо до Загреба и тамо, уз пристојан хонорар, направио споменик бану Јелачићу.
На ову констатацију у августу 2003. у хрватским медијима појављује се реакција на вест да је Јелачићев споменик израдио Енрико Паци, а не Фернкорн: „Вечерње новости то су закључиле на темељу тога што су коњи кнеза Михаила и бана Јелачића „готово идентични“, а коњаници „врло слични“, па их је ваљда направила иста особа. Ту се још потегла прича о братској вези између двају народа, а све скупа била је само једна масна новинарска патка.“